# Jona Jahaw
Jona Jahaw (hebr.: יונה יהב, ang.: Yona Yahav, ur. 19 czerwca 1944 w Hajfie) – izraelski prawnik, polityk i samorządowiec, w latach 1996–1999 poseł do Knesetu, 2003–2018 burmistrz Hajfy.

## Życiorys
Urodził się 19 czerwca 1944 w Hajfie w stanowiącej wówczas brytyjski mandat Palestynie.
W Siłach Obronnych Izraela służył w żandarmerii wojskowej, służbę zakończył w stopniu podpułkownika. Ukończył studia prawnicze na Uniwersytecie Hebrajskim w Jerozolimie, a następnie na Uniwersytecie Londyńskim.
W wyborach parlamentarnych w 1996 po raz pierwszy dostał się do izraelskiego parlamentu z listy Partii Pracy. W czternastym Knesecie przewodniczył podkomisji bankowej, dwóm lobby oraz parlamentarnej grupie izraelsko-czeskiej. W kolejnych wyborach utracił miejsce w parlamencie.
W 2003 roku po raz pierwszy wybrany został burmistrzem Hajfy, od tego czasu kilkukrotnie wygrywał wybory.